# Stephanopis obtusifrons
Stephanopis obtusifrons là một loài nhện trong họ Thomisidae.
Loài này thuộc chi Stephanopis. Stephanopis obtusifrons được William Joseph Rainbow miêu tả năm 1902.